# Tom Kibble
Sir Thomas Walter Bannerman "Tom" Kibble, född den 23 december 1932 i Madras Brittiska Indien, död den 2 juni 2016, var en brittisk teoretisk fysiker och professor vid Imperial College London. Hans forskningsintresse var i kvantfältteori, speciellt i området mellan högenergifysik och kosmologi. Han är mest känd som en av de första att beskriva Higgsmekanismen och för sin forskning om topologiska defekter.